# Pseudonectria rousseliana
Pseudonectria rousseliana är en svampart som först beskrevs av Jean François Montagne, och fick sitt nu gällande namn av Hans Wilhelm Wollenweber 1931. Pseudonectria rousseliana ingår i släktet Pseudonectria och familjen Nectriaceae.  Arten är reproducerande i Sverige. Inga underarter finns listade i Catalogue of Life.